# Masia la Mambla
La Masia la Mambla és una antiga masia del terme municipal d'Orís (Osona), inclosa a l'Inventari del Patrimoni Arquitectònic de Catalunya.

## Descripció
Edifici civil. Masia orientada al sud amb teulada a dues vessants. Hi ha una gran lliça encerclada per una galeria i per altres dependències (quadres, etc.). A la façana principal hi ha un rellotge de sol. La majoria de les dependències estan construïdes amb tàpia i, per fer la casa i les dependències, van ser utilitzats alguns materials de l'antiga masia. A prop hi ha la capella de la Mare de Déu de Gràcia.

## Història
Sembla que al segle xii ja està documentada l'existència d'una masia en aquest indret. Abans de l'edifici actual, a la Mambla hi havia una masia del segle xvi. La gent d'aquest llinatge es va fusionar amb els Calbet, ciutadans honrats, i més tard es va perdre. La masia actual fou construïda a finals del segle xix, quan en aquest raval van construir-hi una colònia tèxtil que n'ha conservat el topònim, la Mambla d'Orís.